# Den som vandrar om natten...
Den som vandrar om natten är en roman av Marianne Fredriksson, utgiven 1988. Den utspelar sig under tiden före och efter Jesu födelse. Titeln kommer från ett citat ur Johannesevangeliet: "den som vandrar om dagen, han stöter sig icke, ty han ser då denna världens ljus. Men den som vandrar om natten, han stöter sig, ty han har då intet som lyser honom."

## Handling
Kaldéern Anjalis far Balzar är en av de tre vise männen i Babylonien. Genom sina astronomiska studier ser de att en ny tidsålder och en ny gud ska födas. Anjalis avstår från kärlek, äktenskap och barn för att studera religion och filosofi i Grekland, Rom och Judéen.
En dag kommer han till Rom och blir lärare till Cornelius Scipios dotterson Marcus. Marcus har blivit blind av psykologiska skäl sedan hans älskade fostermor fördes bort. Hans egen mor och far bryr sig inte om honom. Hans fostermor Seleme älskade sin egen son Eneidis men ömkade bara Marcus. Marcus är full av sorg och hat och har ingen livslust. Anjalis botar Marcus och lär honom älska livet. Men en dag måste Anjalis lämna Marcus, eftersom hans uppgift i Rom är slut.